# Manuel Cabrera Carrasquedo
Manuel Cabrera Carrasquedo (Oaxaca de Juárez, Oaxaca, 6 de agosto de 1885-10 de octubre de 1955) fue un militar y político mexicano, que fue gobernador de Oaxaca de 1952 a 1955.

## Biografía
Realizó estudios de primaria en Oaxaca, los de secundaria y preparatoria en el Instituto de Ciencias y Artes de Oaxaca; se trasladó a la Ciudad de México a estudiar ingeniería en el Colegio Militar, de donde egresó con dicho título en 1908.
En el mismo 1908 pasó al servicio activo en el Ejército Federal, llegando a ser integrante del Estado Mayor del general Felipe Ángeles; al ocurrir la Decena Trágica, se exilió en la ciudad de El Paso, Texas. De forma posterior retornó al país y se integró en el Ejército Mexicano, llegando al grado de general brigadier en 1939 y a general de división el 13 de octubre de 1949.
En la Secretaría de la Defensa Nacional fue subjefe de la comisión de Estudios Militares, y de 1946 a 1952, oficial mayor de la misma, siendo su titular el general Gilberto R. Limón en el gobierno de Miguel Alemán Valdés. En 1952 estalla en Oaxaca una serie de protestas civiles contra el gobernador Manuel Mayoral Heredia, por lo que el gobierno federal tratando de resolver el tema lo envía como Inspector General de Policía; ocupaba este cargo cuando el 1 de agosto de ese año el Congreso del Estado de Oaxaca lo designa gobernador del estado ante la licencia de Mayoral Heredia. 
Cabrera Carrasquedo pudo restablecer la tranquilidad política del estado, sin embargo, falleció en el ejercicio del cargo el 10 de octubre de 1955, cuando aún restaba más de un año del periodo al que había sido nombrado.